# Schleicher ASW 27
ASW 27 je nemško jadralno letalo razreda FAI 15 m. Črka 'W' stoji za načrtovalca Gerhard Waibel. Letala ASW 27 proizvaja podjetje  Alexander Schleicher GmbH & Co. Prvič je poletel leta 1995, certificiran je bil leta 1997.
ASW ima uvlačljivo pristajalno podvozje. Grajen je iz karbonskih kompozitnih materialov. Lahka konstrukcija omogoča optimalno letenje v slabših jadralnih pogojih, 190 kg vodnega balasta pa omogoča večjo potovalno hitrost v dobrih pogojih.
ASW 27 je nasledil predhodnika ASW 20. ASW 27 ni več v proizvodnji, deloma zaradi podobnega ASG 29.

## Tehnične specifikacije
- Posadka: 1 pilot
- Kapaciteta: 190 kg (418 lb) vodnega balasta
- Dolžina: 6,55 m (21 ft 6 in)
- Razpon kril: 15,00 m (49 ft 3 in)
- Višina: 1,3 m (4 ft 3 in)
- Površina kril: 9,0 m2 (97 ft2)
- Vitkost: 25
- Aeroprofil: DU 89-134/14, DU 94-086 M4
- Prazna teža: 245 kg (539 lb)
- Gros teža: 500 kg (1100 lb)
- Maks hitrost: 285 km/h (178 mph)
- Maks. jadralno število: 48
- Hitrost padanja: 0,58 m/s (102 ft/min)